# Claude Jasmin
Pour les articles homonymes, voir Jasmin (homonymie).
Claude Jasmin, né le 10 novembre 1930 à Montréal et mort le 29 avril 2021 à Saint-Jérôme, est un écrivain, scénographe de télévision, scénariste de télévision, marionnettiste, animateur de télévision et de radio québécois. Au Québec, il est connu pour ses romans et pour le téléroman La Petite Patrie.

## Biographie
Claude Jasmin naît le 10 novembre 1930 dans le quartier Villeray de Montréal. Il est le fils d'Edouard Jasmin et de Germaine Lefebvre de la paroisse de Ste-Cécile. Son père est un commerçant qui fait de la céramique en amateur. À l'âge de douze ans, Claude Jasmin se découvre une passion pour l'écriture. Il commence des études en arts au Collège André-Grasset, mais à la suite des résultats catastrophiques en mathématiques, son père l'inscrit à une école de métiers. Après l'obtention d'un diplôme en 1951 de l'École du meuble en céramique, il est engagé pour offrir des cours dans les Laurentides. Après un an, faute d'élèves, il retourne à Montréal et vit de petits métiers pendant une année.
Paul Buissonneau l'engage dans sa troupe du théâtre de Quat'sous. Il y occupe différents métiers : acteur, décorateur et marionnettiste. C'est en 1956 qu'il rencontre le directeur de la scénographie de Radio-Canada, lequel l'engage au départ comme décorateur et scénographe.
Des journaux publient quelques-uns des articles qu'il écrit. Lors d'une grève à Radio-Canada, de 1958 à 1959, Jasmin se met à l'écriture. Il reçoit un accueil favorable et plusieurs prix pour ses premiers romans La Corde au cou (1960) et Délivrez-nous du mal (1961). Il signe Le Veau d'or pour le théâtre. Suivra un autre roman, intitulé Éthel et le Terroriste (1964), ultérieurement traduit en anglais, puis le truculent Pleure pas, Germaine (1965) et, en 1979, son chef-d'œuvre La Sablière, adapté au cinéma par Jean Beaudin en 1984 sous le titre Mario.
Le roman La Corde au cou se voit toutefois attribué la cote « Mauvais » par la revue Lectures, en raison de son caractère offensant du point de vue moral. Son roman Délivrez-nous du mal subit un sort similaire.
Il continue à rédiger des romans et des récits, tout en produisant des textes dramatiques pour la radio, pour la télévision et pour le cinéma. À partir de 1961, il produit une dizaine de dramatiques pour la télévision : depuis Rue de la liberté en 1961, jusqu'à Nous sommes tous des orphelins en 1985. C'est encore à cette époque qu'il rédige des critiques d'expositions de peinture pour La Presse (de 1961 à 1965). De plus, son opinion sera sollicitée par différents magazines.
De 1963 à 1966, il enseigne l'histoire de l’art moderne à l’Institut des arts appliqués de Montréal.

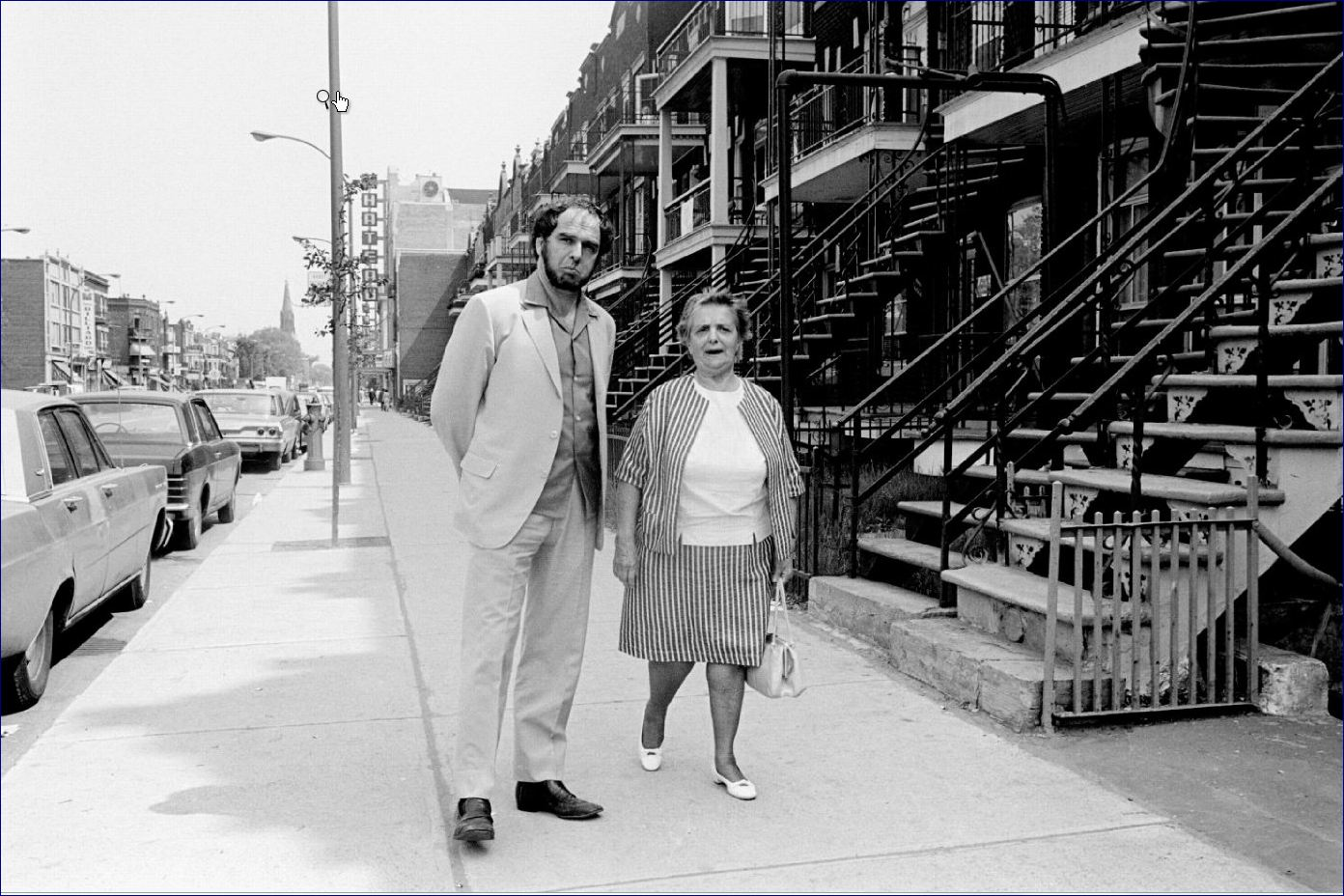
Sur la rue Saint-Denis en 1970.

C'est en 1974, à 43 ans, que Jasmin entreprend la rédaction du téléroman La Petite Patrie, diffusé durant deux saisons, de 1974 à 1976. Notons que le quartier montréalais la Petite-Patrie tire son nom du roman La Petite Patrie de Claude Jasmin, paru en 1972, qui a été adapté en téléroman (La Petite Patrie) au cours des années suivantes.
En 1977 il rédige avec Réal Giguère les scénarios de Dominique (série diffusée à TVA). En 1980, il s'attaque à Boogie-woogie 47, laquelle raconte les vacances d’été d'adolescents en 1948 et en 1949 à Pointe-Calumet. Ensuite, il scénarise la dramatique Procès devant juge seul et participe aux scénarios de Métro-boulot-dodo.
En janvier 1986, après 30 ans de carrière en scénographie, il quitte Radio-Canada. 
En 1989, il renonce à se porter candidat du Parti québécois dans la circonscription électorale d'Outremont, à la demande du chef du parti Jacques Parizeau, en raison d'une polémique déclenchée l’année précédente. En 1988, dans une lettre publiée dans un journal local d'Outremont, Jasmin avait qualifié les juifs hassidiques de « méprisants » et de « racistes », leur reprochant de « refuser de s'intégrer à la majorité francophone », alors qu'ils réclamaient une modification du zonage pour construire une synagogue. La controverse avait pris une ampleur nationale. Le Parti québécois estima que ces déclarations étaient incompatibles avec ses orientations, qui incluaient la dénonciation de toute apparence de racisme et la reconnaissance de l'apport des communautés culturelles à la société québécoise.
Il rédige une série de romans policiers, dont le héros est Charles Asselin. Il devient aussi animateur et chroniqueur de télévision chez TQS. Souhaitant étendre son registre, il est animateur de radio au réseau Radio-Mutuel de 1987 à 1994.
En 2002, il est chroniqueur à Tous les matins pour Radio-Canada.
À la retraite, il continue de rédiger un livre par année (mémoires, récits ou romans) et maintient un blog.
Il meurt le 29 avril 2021 à l'hôpital régional de Saint-Jérôme,.
Le fonds d'archives de Claude Jasmin est conservé au centre d'archives de Montréal de Bibliothèque et Archives nationales du Québec.

## Reconnaissance
Louis Cornellier a écrit de Claude Jasmin en 2010, qu’« il serait plus que temps de reconnaître [sa] pleine valeur ». Il ajoute : « Écrivain naturel, ennemi de la pose, auteur de livres vivants au sens le plus profond du terme, Jasmin est un des plus grands romanciers québécois contemporains ».

## Hommages et distinctions

### Prix
- 1960 - Prix du Cercle du livre de France, La Corde au Cou
- 1965 - Prix Jean-Hamelin, Éthel et le terroriste
- 1978 - Prix Québec-Paris, La Sablière
- 1980 - Prix Ludger-Duvernay
- 1980 - Prix France-Canada, La Sablière
- 2016 - Prix Athanase-David (Prix du Québec)

### Toponymie
- Bibliothèque Claude-Jasmin
- La Petite Patrie (île)
- La Petite-Patrie (quartier)

## Œuvre

### Romans, récits, nouvelles
liste non exhaustive
- La Corde au cou (1960)
- Délivrez-nous du mal (1961)
- Éthel et le terroriste (1964)
- Pleure pas, Germaine (1965)
- Et puis tout est silence (1965), première version parue en 1960 dans les Écrits du Canada français
- Les Cœurs empaillés (1967), recueil de nouvelles
  - Contient la nouvelle La Coopérative Nicole, traduite ultérieurement en allemand
  - (de) Die Nicole-Kooperative, en: Erkundungen: 26 kanadische Erzähler. traduit par Bernhard Thieme. Volk & Welt, Berlin 1986
- Rimbaud, mon beau salaud (1969)
- L'Outaragasipi (1971)
- La Petite Patrie (1972)
- Pointe-Calumet boogie-woogie (1973)
- Sainte-Adèle-la-vaisselle (1974)
- Revoir Éthel (1976)
- Le Loup de Brunswick City (1976)
- La Sablière (1979), plus tard republié sous le titre du film Mario (1984)
- Les Contes du Sommet-bleu (1980)
- Maman-Paris, maman-la-France (1982)
- L'Armoire de Pantagruel (1982)
- Le Crucifié du Sommet-bleu (1984)
- Alice vous fait dire bonsoir (1986)
- Une duchesse à Ogunquit (1986)
- Pour ne rien vous cacher (1987)
- Une saison en studio (1987)
- Safari au centre-ville (1987)
- Pour tout vous dire (1988)
- Le Gamin (1990)
- Comme un fou (1992)
- La Vie suspendue (1994)
- Un été trop court (1995)
- Partir à l'aventure, loin, très loin (1995)
- La nuit, tous les singes sont gris (1996)
- Pâques à Miami (1996)
- L'Homme de Germaine (1997)
- Papa Papinachois (1999)
- Enfant de Villeray (2000)
- Chinoiseries (2007)
- Des branches de jasmin (2008)
- Le Rire de Jésus (2009)
- Papamadi (2010)
- Anita une fille numérotée (2013)
- Élyse, la fille de sa mère (2014)
- Angela, ma Petite-Italie (2015)

### Autobiographie
- Je vous dis merci (2001)
- Pour l'argent et la gloire (2002)

### Textes dramatiques
- Rue de la liberté (1961)
- Tuer le veau gras (1970)
- C'est toujours la même histoire (1972)
- Le Veau d'or (1979)
- Chemin de croix dans le métro
- Procès devant juge seul
- Nous sommes tous des orphelins (1985)

### Scénarios
- La Petite Patrie (1972)
- Dominique (1976-1978)
- Boogie-woogie 47 (1980-1983)